# Painel frontal

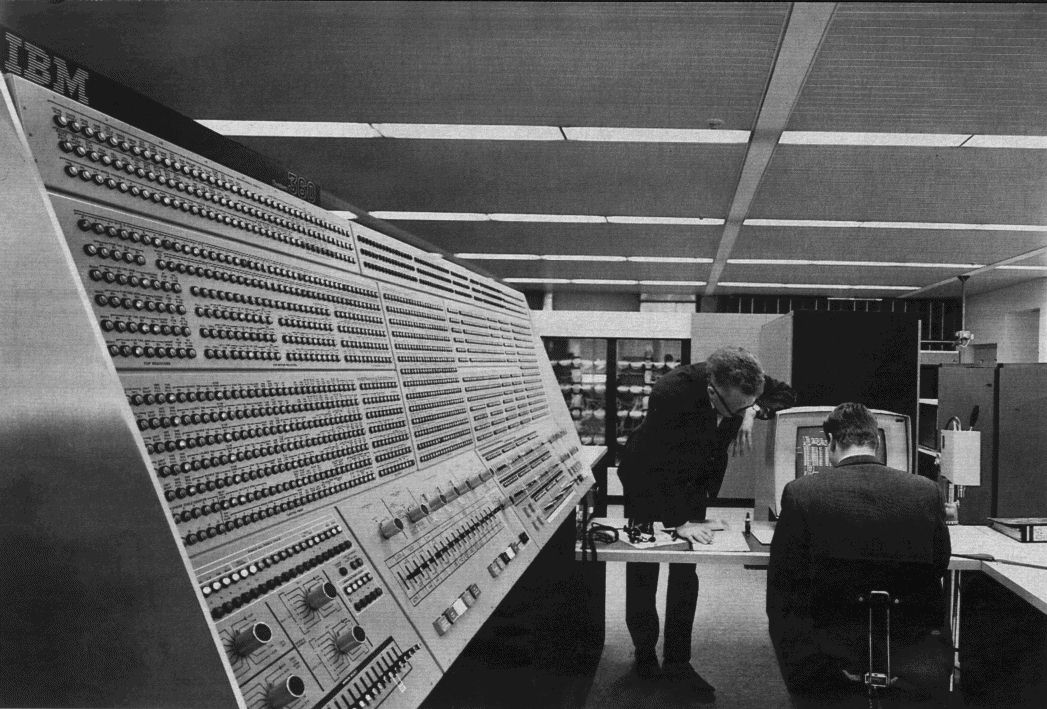
Painel frontal de System/360 modelo 91.

Nos primeiros computadores eletrônicos foi utilizado um painel frontal  para exibir e permitir a alteração dos registradores internos da máquina e memória. Geralmente o painel frontal estava constituído de arranjos de luzes indicadoras de mudança, interruptores e botões de pressão montados sob uma chapa metálica. Também, em máquinas mais antigas, podem estar presente o CRTs (como um osciloscópio, ou, por exemplo, para espelhar o conteúdo do tubo de memória de Williams-Kilburn).
Em algumas máquinas foram reservados algumas lâmpadas e interruptores para o uso sob o controle do programa. Foram muitas vezes referidas como sensores de luzes e sensores de interruptores. Por exemplo, o compilador original do Fortran para o IBM 704 continha instruções específicas para testes e manipulação do interruptores e luzes do senso do 704.
Os sistemas operacionais feitos para computadores com Blinkenlights, como por exemplo, o RSTs/E e RSX-11, tinham com freqüência uma tarefa ociosa de piscar as luzes do painel de alguma forma reconhecível. Os programadores de sistema se tornaram muito familiarizados com esses padrões de luz e podiam dizer quando o sistema estava ocupado e, por vezes, exactamente o que estava fazendo no momento.
Este estilo barroco do painéis de frente começaram a morrer quando  projetou seu primeiro supercomputador, com uma estrutura de muitos displays de console simples e elegantes que contém apenas 2 CRT e exibe um teclado, que substitui todas as centenas dopções, botões e luzes piscantes.

## Uso comum
Um operador estaria no painel frontal para inicialização do computador, para depurar os programas em execução, e para encontrar falhas de hardware. Normalmente, o operador têm num pedaço de papel que contém uma pequena série de instruções de inicialização que seriam ingresadas a mão usando interruptores. Em primeiro lugar, o operador deve definir o endereço do interruptor, e digitar o endereço, em binário, usando os interruptores. Então, o operador deve definir o valor do interruptor e, em seguida de digitar o valor destinado para aquele endereço. Após a perfuração em uma dúzia ou mais destas instruções (a maioria dos computadores tinham um depósito Next, que iria depositar valores subseqüentes em declarações posteriores, aliviando o operador da necessidade de alternância em endereços), o operador, então, define o endereço inicial do programa de inicialização e pressiona o botão executar para iniciar a execução do programa. Muitas vezes, o bootstrap seria ligar o leitor de fita perfurada, que ia carregar um programa um pouco mais longo, que por sua vez, carregar o sistema operacional do disco.
Algumas máquinas aceleram o processo de inicialização, permitindo ao operador definir as opções para uma ou duas instruções de linguagem de máquina e, em seguida, executar diretamente as instruções. Outras máquinas permitem que os dispositivos de E/S sejam explicitamente comandados através do painel frontal (por exemplo, Leia-In Preset sobre o PDP-10 ou o dispositivo de acesso à memória mapeada de E/S em um PDP-11). Algumas máquinas também continham vários programas de inicialização na ROM e tudo o que era necessário para inicializar o sistema  no endereço do programa ROM correto.

## Entretenimento
Por diversão, os programadores entediados iria criar programas para mostrar espectáculos animados de luz. Os painéis frontais no final dos anos 60 e início dos anos 70 foram bastante coloridas. Quando abilitu-se computadores habilitados para iniciar-se sem intervenção do operador no final dos anos 70 e início dos anos 80, a maioria dos computadores foram construídos sem um painel de comando frontal. As calculadoras High-powered, como o HP 9830 com base em ROM, estavam entre os primeiros computadores para acabar com painéis frontais e operadores.
Na televisão e os filems foram apresentados grandes bancos de  "Blinkenlights" e "blowenfuzen", a imagem popular do "computador" durante os anos 1950 a 1970. (A Burroughs B205 foi usado como uma hélice de Hollywood para muitos desses shows).

## Exemplo

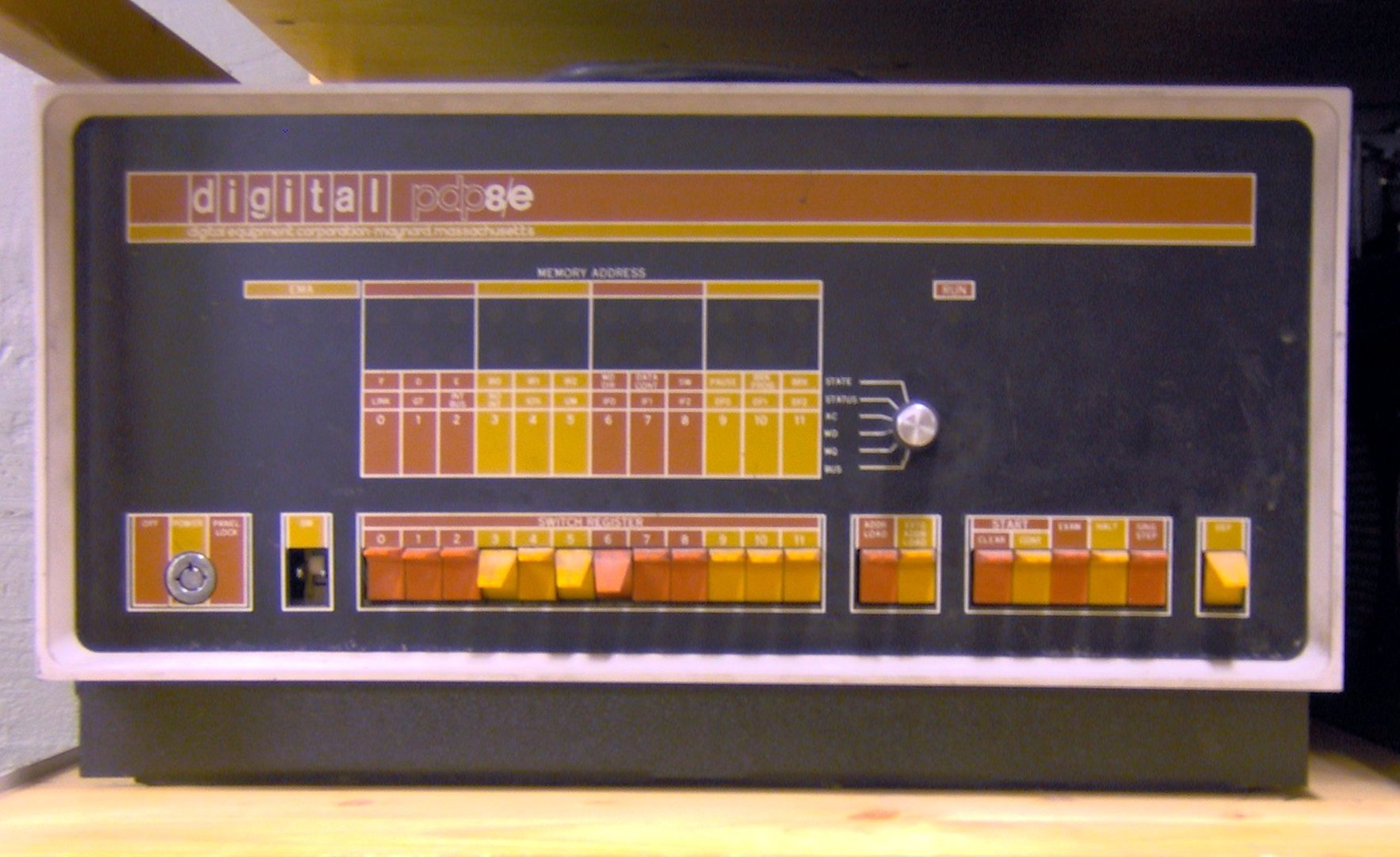
Paniel frontal PDP-8

O procedimento a seguir seria uma bootstrap RK05 movendo a cabeça de disco magnético num sistema PDP-8:
1. certifique-se que a máquina está parada por abaixar e levantar o interruptor Halt, deve estar desligada a luz RUN do painel frontal.
2. defina a 12 switches de dados para 0030 (Endereço octal 30), aperte o endereço de carga (ADDR LOAD) switch. As luzes de endereços mudam para 0030.
3. defina as opções para 6743, aumentar a opção de depósito. As luzes de dados irão mostrar esta instrução.
4. defina as opções para 5031, aumentar a opção de depósito. As luzes de dados irão mostrar esta instrução.
5. defina as opções para 0030 (Endereço octal 30), apertar o endereço de interruptor de carga. As luzes do endereço vão mudar de volta para 0030.
6. pressione o botão Limpar.
7. pressione o interruptor Continue.  Acende a luz RUN eo sistema operacional no disco será bootstrapped.

Este processo funciona através do depósito de um simples programa de duas instruções na memória e executando-lo. A primeira instrução de comando do controlador de disco para começar a ler o disco a partir do endereço atual de disco para o endereço atual da memória. A segunda instrução é uma instrução JMP que salta para se perpetua. Quando é pressionada a opção Clear , o endereço do controlador de disco de disco atual é definido para o setor 0 e seu endereço atual da memória é definido como local de memória 0000. Quando a leitura é ordenado, o programa armazenado no setor de disco 0 sobreposições o programa de inicialização e, uma vez que é sobreposta a instrução JMP, o programa do disco assume o controle da máquina.

## Detalhes
Em algumas máquinas, certas luzes e interruptores eram reservados para uso sob controle do programa. Estes eram freqüentemente chamados de "luzes dos sentidos" e "troca de sentido es". Por exemplo, o compilador Fortran original do IBM 704 continha instruções específicas para teste e manipulação das luzes e interruptores dos sensores do 704. Essas opções eram frequentemente usadas pelo programa para controlar o comportamento opcional; por exemplo, as informações poderiam ser impressas apenas se uma opção de detecção específica estivesse configurada.
Os sistemas operacionais criados para computadores com  luzes piscantes , por exemplo, RSTS / E e RSX-11, frequentemente teriam uma tarefa  ociosa pisque as luzes do painel de alguma maneira reconhecível. Os programadores de sistema geralmente se familiarizavam com esses padrões de luz e podiam dizer a eles o quão ocupado o sistema estava e, às vezes, exatamente o que estava fazendo no momento. O Master Control Program da Burroughs Corporation  mainframe B6700 exibia uma grande letra de forma "B" quando o sistema estava ocioso.